# NGC 6516
NGC 6516 este o galaxie spirală situată în constelația Dragonul. A fost descoperită în 27 octombrie 1861 de către Heinrich Louis d'Arrest. Se află la o distanță de 109,82 megaparseci de Pământ.